# Lascoria barbaralis
Lascoria barbaralis är en fjärilsart som beskrevs av William Schaus 1912. Lascoria barbaralis ingår i släktet Lascoria och familjen nattflyn. Inga underarter finns listade i Catalogue of Life.